# Dominique Henrotte
Pour les articles homonymes, voir Henrotte.
 (décembre 2021).
Si vous disposez d'ouvrages ou d'articles de référence ou si vous connaissez des sites web de qualité traitant du thème abordé ici, merci de compléter l'article en donnant les références utiles à sa vérifiabilité et en les liant à la section « Notes et références ».
Dominique Henrotte est un journaliste belge né à Blandain, le 8 septembre 1962. 
Diplômé en journalisme de l’Institut des hautes études de communication sociale, il entre à la rédaction sportive de Nord-Eclair en juillet 84. Il y restera jusqu'en mars 85.      
Après son service militaire à Spa, il fait ses débuts en radio sur SIS Bruxelles, en mars 87, où il présente les journaux parlés et les flashes d'information. Après des passages à Radio Nostalgie, puis Chérie FM, il entre à la rédaction de Bel RTL, lors de sa création en août 1991.      
Après neuf années de présentation des journaux matinaux, à Namur puis à Bruxelles, il est engagé à RTL-TVI en août 2000 comme reporter au magazine Place royale. Il suit pas à pas l’actualité royale en Belgique et à travers le monde jusqu'en août 2010, avant de passer à la rédaction du journal télévisé d'RTL-Tvi jusqu'en septembre 2013.      
Il y effectue de nombreux reportages au départ des bureaux de Namur, Charleroi et Bruxelles. En septembre 2013, il réintègre à temps plein la rédaction de l'émission Place Royale jusqu'en mars 2018.      
Il quitte alors RTL pour devenir directeur de la communication à la Fondation Prince Laurent, jusqu'en décembre 2018.      
Il travaille depuis en tant que journaliste indépendant pour la RTBF et RTL-Tvi, ainsi que pour différentes publications du FNRS.     
Il est le co-auteur des livres L'année Place Royale 2005, L'année Place Royale 2006 et L'année Place Royale 2007.      